# 锅岛直大

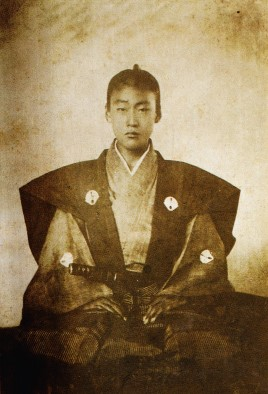
年轻时

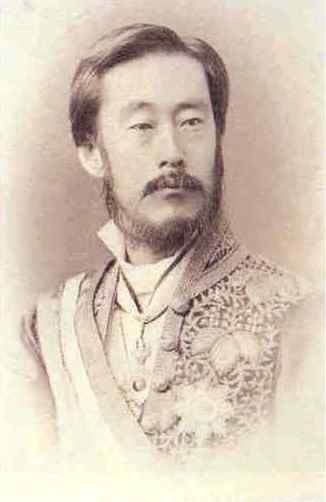
明治前期的锅岛直大

锅岛直大（日语：／ Nabeshima Naohiro，1846年10月17日—1921年6月19日）是一位日本政治家、外交家，肥前佐贺藩第11任藩主。

## 生平
父亲是第10任肥前佐贺藩藩主鍋島直正，1861年继承藩主之位。1871年废藩置县后改任佐贺县知事，同年辞任跟随岩仓使节团赴美留学，1873年短暂返回日本后又去英国留学，1879年回到日本接待了普鲁士王国的普鲁士的海因里希 (1862年)、意大利王族、美国总统尤利西斯·格兰特，1880年担任日本驻意大利大使，1882年返回日本担任式部头，1884年升任式部长官，1889年升任式部长。1890年担任贵族院 (日本)议员，1911年至1918年担任国学院大学校长，1907年至1918年担任東亞同文會会长，1918年至1921年担任東亞同文會总裁。

## 画廊
- 圣德纪念绘画馆所藏『大阪行幸諸藩軍艦御覧』（岡田三郎助画、锅岛直映侯爵奉献）。海軍总督聖護院宮嘉言親王（右数第三人）、肥前藩主锅岛直大（右数第二人）[2]。
- 圣德纪念绘画馆壁画『歌御会初』（山下新太郎画、宫内省高等官共同奉献）明治23年1月18日、奏歌仪式在皇宫凤凰殿举行，皇帝和皇后在场。天皇的斜左边是协调员锅岛直宏。，后面中间的人物是一位正在表演歌曲的是北小路随光[3]。
- 圣德纪念绘画馆壁画『帝国議会開院式臨御』（小杉未醒画、贵族院 (日本)・众议院 (日本)奉献）在贵族院会议厅，初代贵族院议长伊藤博文致开幕词。天皇左侧从左至右依次是西四辻公业、有栖川宮熾仁親王、伏見宮貞愛親王、式部长官锅岛直大、右侧从左至右依次是米田虎雄、山階宮晃親王、小松宮彰仁親王、有栖川宮威仁親王、内阁总理大臣山縣有朋。台阶下面是初代众议院议长中岛信行[4]